# Pintheville
 Pintheville  es una población y comuna francesa, en la región de Lorena, departamento de Mosa, en el distrito de Verdún y cantón de Fresnes-en-Woëvre.

## Demografía
| 150 | 182 | 222 | 206 | 263 | 254 | 261 | 259 | 225 | 220 | 218 | 212 | 208 | 197 | 186 | 188 | 167 | 155 | 155 | 126 | 70 | 74 | 51 | 57 | 65 | 56 | 59 | 50 | 58 | 61 | 55 | 50 | 73 |
| Para los censos de 1962 a 1999 la población legal corresponde a la población sin duplicidades (Fuente: INSEE [Consultar]) |     |     |     |     |     |     |     |     |     |     |     |     |     |     |     |     |     |     |     |    |    |    |    |    |    |    |    |    |    |    |    |    |